# Прищепа, Богдан Анатольевич
Богдан Анатольевич Прищепа (14 августа 1957, с. Остаповка, Полтавская область, УССР — 1 мая 2025) — украинский археолог, историк и краевед, доктор исторических наук.

## Биография
В 1974 году с золотой медалью окончил Рокитновскую среднюю школу № 1. Учился на историческом факультете Киевского государственного университета им. Т. Г. Шевченко по специальности археология и музееведение. Лауреат премии имени Игоря Свешникова в области охраны культурного наследия края (2012).

### Научная деятельность
На протяжении 18 лет работал в Ровенском областном краеведческом музее, где прошёл путь от научного сотрудника до заведующего отделом истории. Руководил археологическими экспедициями во время раскопок городищ Дорогобужа, Муравицы, Степани, Пересопницы и Корца. Изначально его научным руководителем был Кирилл Свешников, а после смерти последнего, Прищепа завершил и защитил кандидатскую работу «Дорогобуж в Х-ХІІІ ст.» под руководством доктора исторических наук Глеба Ивакина в Институте археологии НАН Украины в 1998 году.
С 1997 года Борис Прищепа работал доцентом кафедры всемирной истории Ровенского института славяноведения Киевского университета славистики, где читал курсы археологии, исторического краеведения, основ антропологии, руководит археологической и архивной практикой Студентов ровенских вузов.
С 2003 года был назначен на должность директора Ровенского филиала государственного предприятия научно-исследовательского центра «Охранная археологическая служба Украины» Института археологии НАН Украины. Под его руководством проводились археологические раскопки в Остроге, Дубно, Ровно, на поле Берестецкой битвы. Член Полевого комитета Института археологии НАН Украины.
В 2019 году защитил диссертацию на соискание ученой степени доктора исторических наук на тему «Погорынье в Средневековье: население, системы заселения, урбанизационные процессы» (научный консультант: член-корреспондент НАН Украины Александр Моця).

### Общественная деятельность
Общественная деятельность связана с работой по охране памятников и краеведению. С 1993 года член Всеукраинского краеведческого общества, где активно участвовал в работе научно-краеведческих конференций, которые проводит Житомирское научно-краеведческое общество исследователей Волыни и другие областные краеведческие центры, действующие на территории исторической Волыни .
Умер 1 мая 2025 года после продолжительной болезни

## Научные труды
Борис Прищепа автор трёх монографий и около 100 научных статей.
- Літописний Дорогобуж у період Київської Русі. До історії населення Західної Волині в X—XIII століттях (у співавторстві з Ю. М. Нікольченком) — Рівне, 1996. — 248 с.
- Дорогобуж у X—XIII ст. Автореферат дисертації на здобуття наукового ступеня кандидата історичних наук. — Киев, 1998. — 16 с.
- Муравицьке городище. — Маріуполь: Рената, 2001. — 80 с. (У співавторстві з Ю. М. Нікольченком).
- Давні землероби Волині (пам'ятки археології на Хрінницькому водосховищі) — Киев, 2004. — 300 с. — 235 іл. (У співавторстві з Д. Н. Козаком, В. В. Шкоропадом).
- Прищепа Б. А., Історичне краєзнавство Волині: навч. посіб. / Богдан Прищепа, Олена Прищепа. — Рівне: ПП ДМ, 2008. — 352 с.: іл. — Бібліогр. наприкінці розд. — С. 338—342. — ISBN 978-966-8424-88-5.
- Дорогобуж на Горині у Х—ХІІІ ст. / Богдан Прищепа. — Рівне: ПП ДМ, 2011. — 250 с.: рис. — ISBN 978-617-515-055-9
- Погоринські міста в X—XIII ст. / Богдан Прищепа. —Рівне: Дятлик М. С., 2016. — 296 с.: іл., табл. — ISBN 978-617-515-195-2